# Pseudorabdion sarasinorum
Pseudorabdion sarasinorum är en ormart som beskrevs av Müller 1895. Pseudorabdion sarasinorum ingår i släktet Pseudorabdion och familjen snokar. Inga underarter finns listade i Catalogue of Life.
Arten förekommer på Sulawesi.